# Sertularia tongensis
Sertularia tongensis is een hydroïdpoliep uit de familie van de Sertulariidae. De poliep komt uit het geslacht Sertularia. Sertularia tongensis werd in 1919 voor het eerst wetenschappelijk beschreven door Eberhard Stechow. 